# Apteronotus bonapartii
Apteronotus bonapartii és una espècie de peix pertanyent a la família dels apteronòtids.

## Descripció
- Pot arribar a fer 27 cm de llargària màxima.[5]

## Depredadors
És depredat per Brachyplatystoma vaillantii i Pseudoplatystoma tigrinum.

## Hàbitat
És un peix d'aigua dolça, bentopelàgic i de clima tropical.

## Distribució geogràfica
Es troba a Sud-amèrica: conca del riu Amazones.

## Observacions
És inofensiu per als humans.